# Колен, Рини
Мариус (Рини) Колен (нидерл. Rini Coolen, 10 февраля 1967 года, Арнем) — нидерландский футболист и тренер.

## Карьера
В качестве футболиста выступал на позиции защитника. Большую часть карьеры Колен провел в "Хераклесе". Завершал свою карьеру в АЗ. После ухода с поля, Колен перешел на тренерскую работу. Долгое время он входил в тренерские штабы "Хераклеса" и "Твенте", а с 2004 по 2006 год самостоятельно руководил "тюккерсами" Эрадивизии.
В 2015 году Рини Колен в течение шести недель был главным тренером сборной Арубы по футболу. Затем он перешел на должность ассистента Фреда Рюттена в Аль-Шабабе из ОАЭ.
С 2018 года голландский специалист отвечает за молодежное направление в норвежском "Русенборге". В июле 2018 года после ухода из команды Коре Ингебригтсена, Колен до конца сезона исполнял обязанности главного тренера клуба. Он привел "Русенборг" к победе в чемпионате страны.

## Достижения
- Чемпион Норвегии (1): 2018.